# Le Pressoir
La résidence le Pressoir est un groupe d’immeubles d’habitation dans le quartier de « Belleville-Ménilmontant ». C'est un exemple de grand ensemble situé dans un centre urbain, construit dans le cadre d'une grande opération de rénovation urbaine.
L'ensemble compte 507 logements habités par environ 2 000 personnes. Il fait partie des plus grandes copropriétés de Paris parmi lesquelles figurent Maine-Montparnasse (1000 logements), le Lutèce 2000 (629 logements) et le Grand Pavois de Paris (608 logements).

## Situation et accès
La résidence le Pressoir est sise sur une parcelle du 20e arrondissement de Paris, délimitée par la rue des Couronnes, la rue Julien Lacroix, la rue des Maronites et la rue du Pressoir, située entre les stations Couronnes et Ménilmontant sur la ligne 2 du métro parisien.

## Historique
La construction du Pressoir s’inscrit dans le projet d’aménagement de l’îlot insalubre n°7, étudié et mis au point par les services de la préfecture de la Seine sous la direction des architectes et urbanistes Pierre Sonrel et Jean Duthilleul (connus pour avoir aménagé la ZUP de Sarcelles), ainsi que Berdj Mikaelian. Elle sera suivi d'autres opérations d'aménagement dans le quartier comme par exemple celle sur l'îlot voisin, le Square du Nouveau Belleville.

### L'îlot insalubre n°7
Dès la fin du XIXe siècle, les « îlots insalubres » identifient les secteurs marqués par un habitat très dégradé et mal équipé. Le quartier du « Bas-Belleville », îlot n°7, est déclaré insalubre après la première guerre mondiale. Pendant la seconde guerre mondiale, il abrite de nombreux résistants et une importante population de Juifs qui ont été déportés.
En 1958, l'îlot de 31 hectares est habité par 26 000 personnes lorsque débute l'opération de « reconquête » des îlots insalubres parisiens. Menées par Pierre Sudreau, commissaire à la construction et à l'urbanisme pour la région parisienne, ces opérations visent des secteurs marqués par un habitat très dégradé et mal équipé.
Les habitants de l'îlot sont relogés en partie dans le Pressoir ainsi que dans les 10 500 logements populaires construits en région parisienne par la Société centrale immobilière de la Caisse des dépôts (SCIC) à la demande de Roger Duchet, notamment à Montreuil et à Noisy-le-Sec.
Dans son poème « Îlot insalubre », Raymond Queneau évoque la destruction prochaine de l'Îlot n°7 : « la rue d'Eupatoria la rue de la Mare et le passage Notre-Dame-de-Lacroix / faut que j'aille voir avant que tout ça ne disparaisse ».

### Projet d'aménagement de la Caisse des Dépôts
En 1952, François Bloch-Lainé, ancien directeur du Trésor, prend ses fonctions à la tête de la Caisse des Dépôts et crée en 1954 la Société centrale immobilière de la Caisse des dépôts (SCIC), une filiale visant à augmenter la production immobilière pour résoudre la crise du logement. Le remplacement des îlots insalubres parisiens par des immeubles neufs fait alors partie de ses priorités.
Les premières démolitions interviennent à la fin de l’année 1959, permettant le lancement d'un chantier de quatre bâtiments axés sur la rue des Maronites et la rue Julien-Lacroix, représentant un premier lot de 208 logements. Les immeubles achevés sont acquis par la Caisse Nationale de Prévoyance (CNP) qui, après prélèvement de la part affectée au reliquat d’habitants de l’îlot, réserve les logements restant disponibles aux instituions de retraite et prévoyance dont elle assure la gestion. Le deuxième lot de 300 logements est construit entre 1963 et 1966.
L'opération menée par la SCIC s'avère plus lente que les autres opérations conduites en banlieue dans le même temps : à Sarcelles, environ 12 000 logements sont livrés en vingt ans. Ce retard s'explique par les difficultés de relogement des habitants de l'îlot, les inquiétudes relatives à la rénovation d'ampleur du quartier.
Tout comme le reste des grands ensembles, la cité du Pressoir loge une population d'employés et de cadres issus de la classe moyenne naissante. Au travers du 1 % patronal, une partie des premiers habitants obtiennent un appartement par le biais de leur employeur ou de leur mutuelle. La cité de locataires se peuple d'une population de fonctionnaires, syndicalistes, immigrés provinciaux, rapatriées d’Algérie, peintres et sculpteurs.

### De la cité à la résidence
En 1978, les locataires de la Cité du Pressoir sont avertis par la CNP de sa volonté de vendre tous les appartements. Les habitants sont prioritaires pour l'achat de leur logement. L'opposition des locataires permet de reculer l'échéance jusqu'en 1984. L'association des résidents du Pressoir se mobilise ensuite pour le maintien dans les lieux de ceux qui ne souhaitent pas acheter.

En 2013, le processus de résidentialisation par lequel la cité du Pressoir devient une résidence de copropriétaires est définitivement achevé, les derniers logements occupés par des locataires sont vendus.

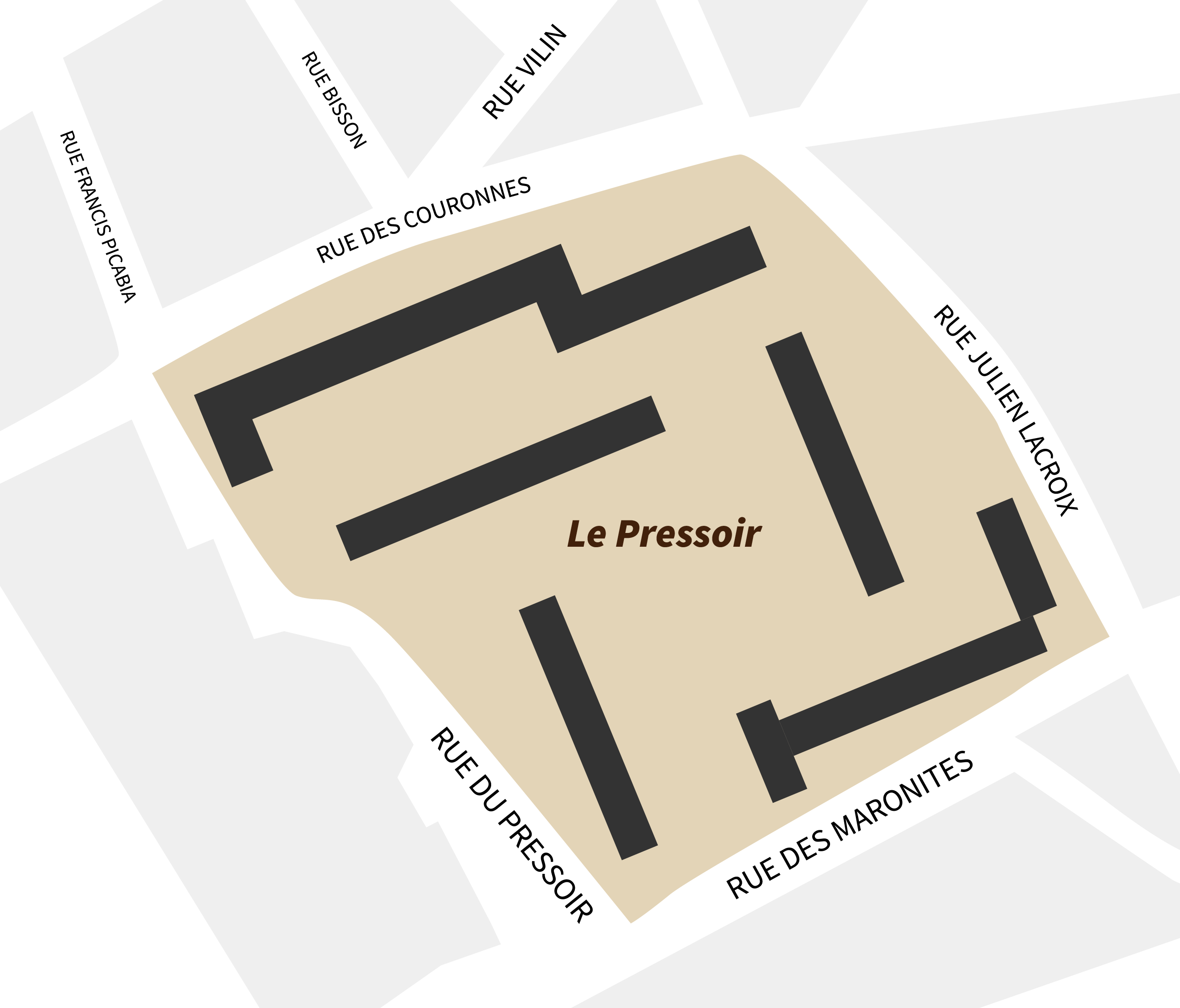
Plan de masse simplifié du Pressoir

### Clôture de la résidence
Construit presque vingt ans avant le Parc de Belleville, le parc arboré de la cité du Pressoir offrait un vaste espace vert destiné à l'ensemble de la population d'un quartier en manque d'espaces libres et publics pouvant accueillir des loisirs.
À partir des années 1990, la cité devenue une copropriété est confrontée à une mutation des la sociologie du quartier et de ses occupants. La clôture de la résidence est envisagée dès 1997 pour des raisons de « sécurité et de préservation du patrimoine ». Ce projet, longtemps contesté par une partie des habitants qui souhaitaient que la résidence reste un lieu ouvert, est voté en 2004 après sept années de discussions lors des assemblées générales.
Le documentaire Propriété Privée de Thomas Lallier raconte cet évènement qu'il considère comme « repli sur soi » et illustre les enjeux de mixité sociale urbaine.

### Enjeux de rénovation

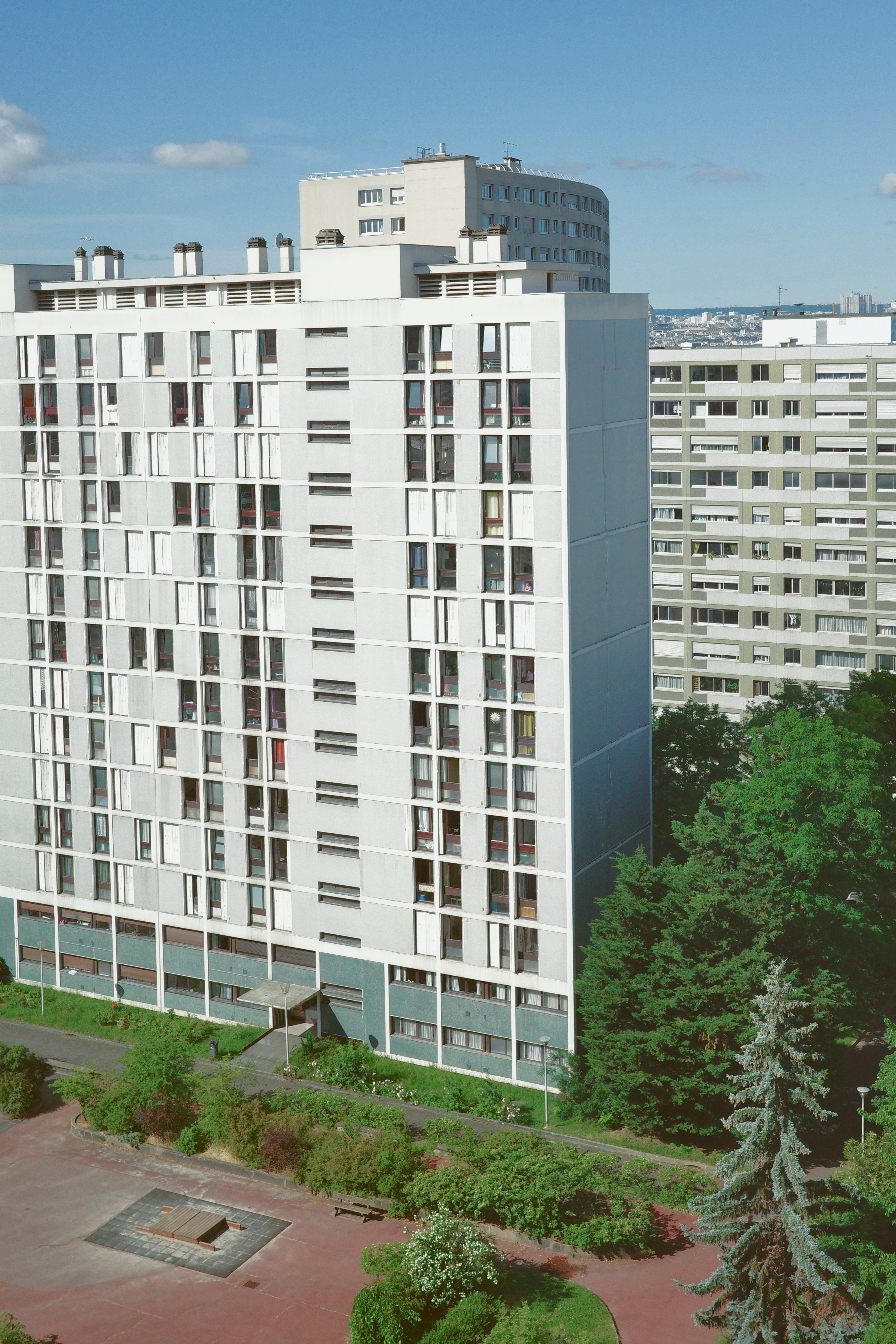
Barre du Pressoir

En 2005, l'Apur étudie le potentiel de transformation urbaine de l'architecture moderne du Pressoir. Les atouts du quartier et de la résidence (espaces verts, espaces libres) favorisent le désenclavement du bâti ainsi que sa réinscription lisible dans le maillage urbain environnant.
En 2021, le Pressoir est l'un des trois ensembles faisant l'objet d'une consultation dans le cadre du projet « Immeubles à partager » sous l'égide du Pavillon de l'Arsenal. L'étude prospective, portant sur la mutation du régime de la copropriété à Paris, explore le potentiel d'évolution et de requalification du bâti.
Les bâtiments de la résidence, construits avant le choc pétrolier, font désormais face à d’importants enjeux de rénovation thermique, nécessitant d'importants investissements pour la copropriété de 507 logements. En 2019, un projet de rénovation à hauteur de 15 millions d'euros est présenté à l'ensemble des copropriétaires et fait l'objet d'un rejet massif en assemblée générale des copropriétaires . Ce projet s'inscrivait dans le cadre du programme « Éco-Rénovons » lancé par la Ville de Paris visant à soutenir financièrement la rénovation des copropriétés.
Des interventions architecturales visant à adapter les bâtiments aux enjeux énergétiques d'accessibilité seraient possibles afin d'assurer la sécurité structurelle des immeubles et le confort thermique des logements, notamment compte-tenu de la qualité du conception de l'ensemble.

## Caractéristiques
Le Pressoir est construit pendant la période d'expansion des grands ensembles, au tournant des années 60 et applique les principes architecturaux et urbains de l’époque moderne, inspirés en partie par la Charte d'Athènes :  
- une composition abstraite du plan de masse, en rupture avec la tissu urbain de l'ancien quartier ;
- des espaces verts et arborés au pied des immeubles et au centre de l'ensemble ;
- un principe constructif reposant sur des dalles et refends apparents, créant une trame stricte ;
- des façades rythmées par le volume des ouvertures et les motifs engendré par les huisseries ;
- une construction répétitive de bâtiments autour d’espaces libres d’une surface de 21 610 m2 ;
- la mise à disposition d'équipements collectifs intégrés au bâti : centre médical, lieux culturels, terrains de jeux pour enfants, ateliers d'artistes et commerces en rez-de-chaussée, séchoirs partagés situés au dernier étage pour étendre le linge ;
- des appartements traversants favorisant leur ensoleillement et renforçant la transparence entre le bâti et les jardins intérieurs, des ouvertures.

Représentation isométrique simplifiée du Pressoir

Les murs des façades (porteurs) sont revêtus extérieurement d’un enduit en ciment pierre et chaux et d’un revêtement en mosaïque de pâte de verre.
L'emprise de l'ilot du Pressoir est de 3,2 hectares, dont un d’espaces verts, surplombé par trois étages de parking en sous-sol. Les barres s'élèvent sur 13 étages. Les immeubles de la cour du haut (donnant sur la Rue des Couronnes) sont limités à 4 étages en raison des réserves émises par la Ville de Paris sur le projet.
Une partie de la grammaire architecturale du Pressoir (mosaïques, toits en pente, volumes généreux et vitrés, circulations fluides) a été également mis en application par Pierre Sonrel pour le Casino de Boulogne-sur-Mer (livré en 1959 puis détruit en 1987).

## Végétation
Le jardin de la résidence compte de nombreux arbres dont plusieurs sophoras, divers arbres fruitiers, des cèdres, etc.
Le jardin est entretenu par Les jardiniers à Vélos. Une reportage dans l'émission "Silence ça pousse" décrit leur approche.

## Galerie

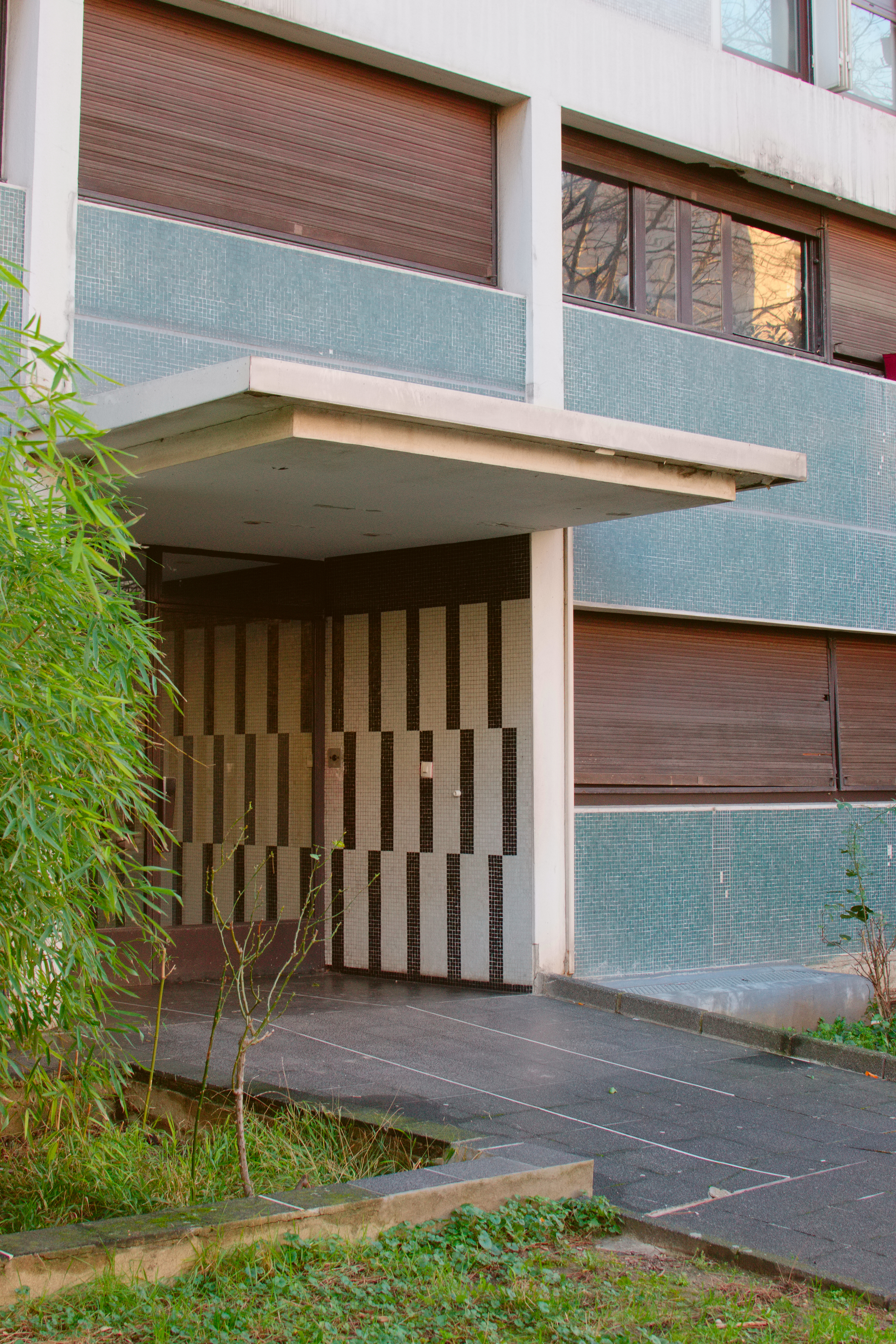
Entrée d'un bâtiment
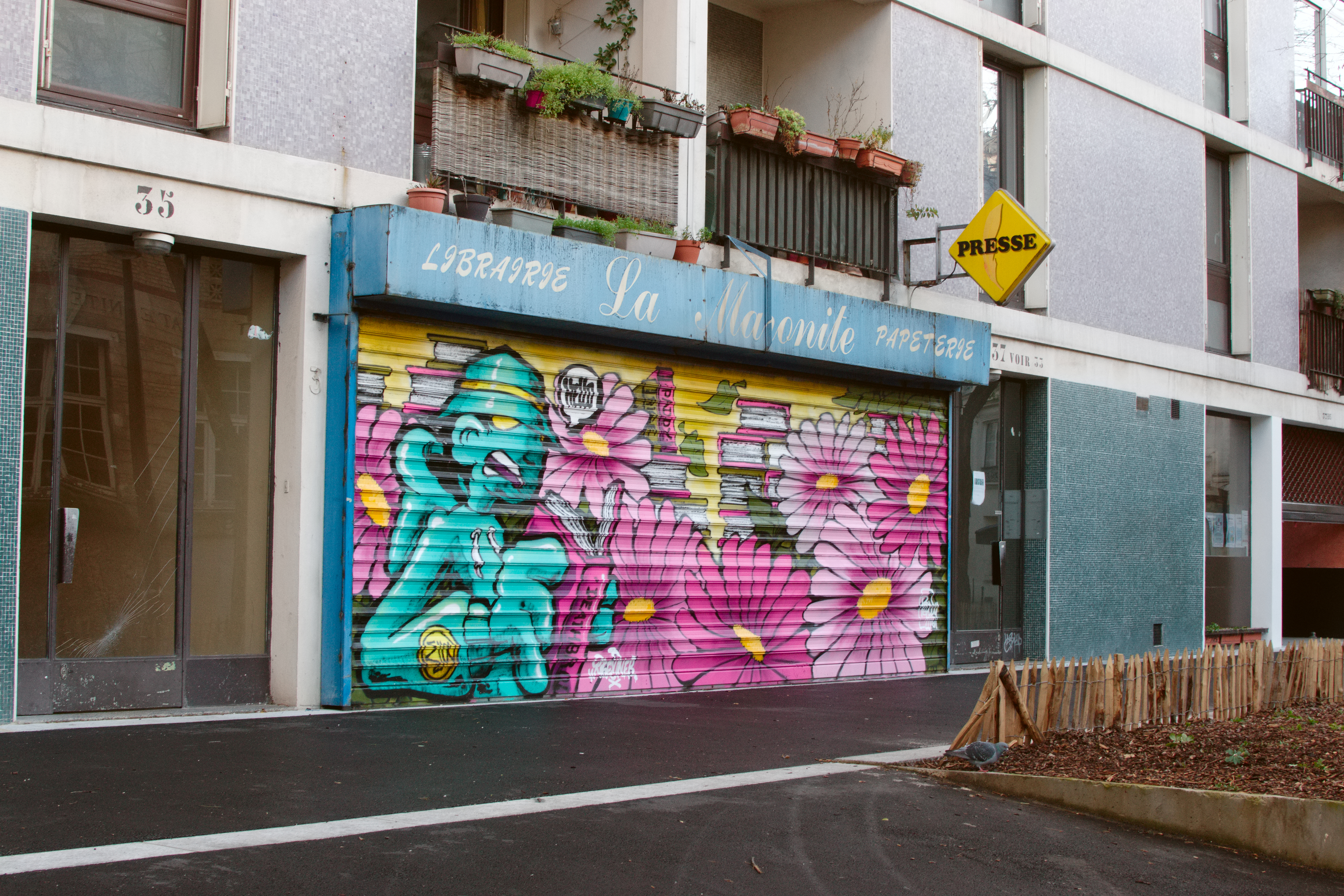
Commerce donnant sur la rue
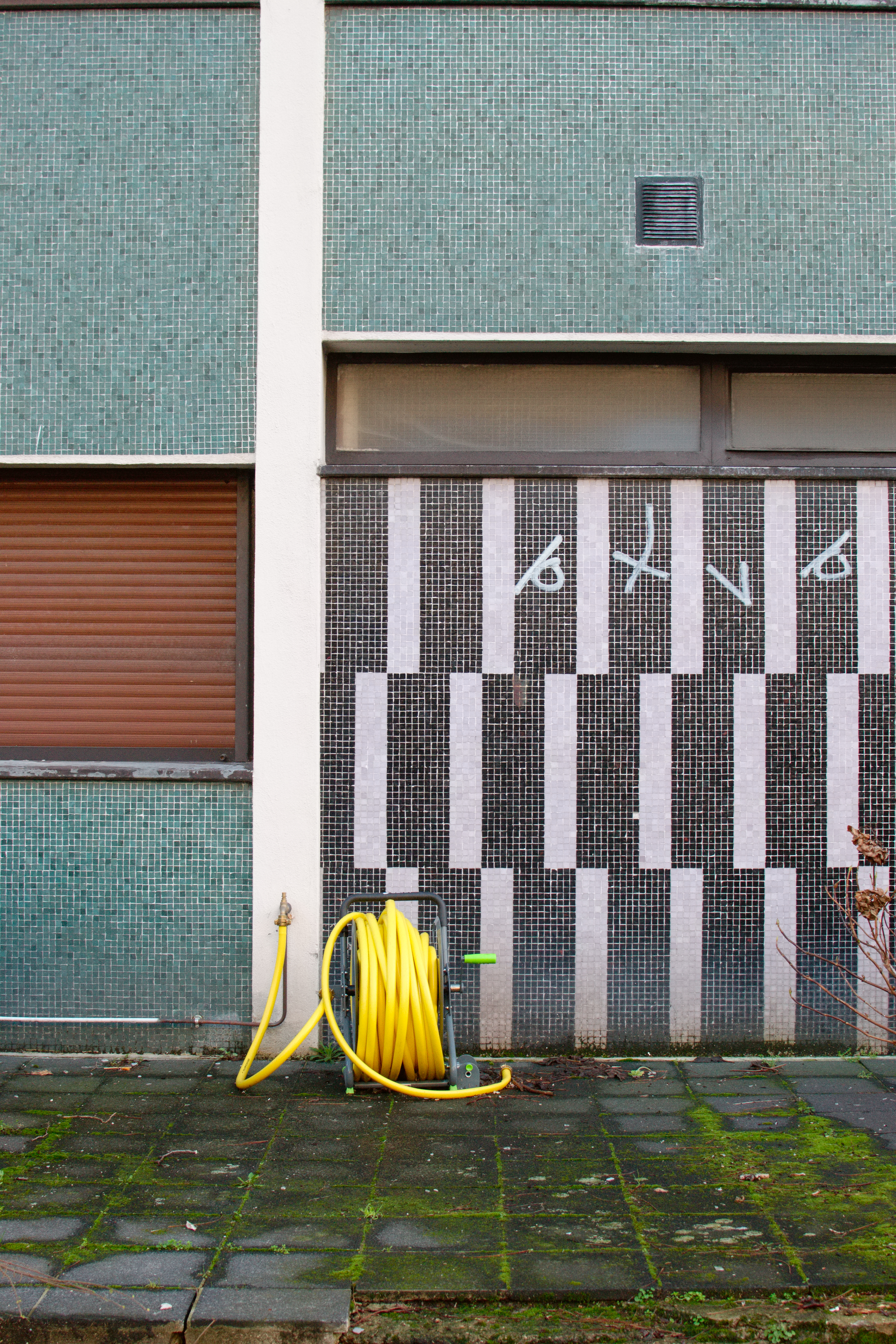
Détail d'une façade
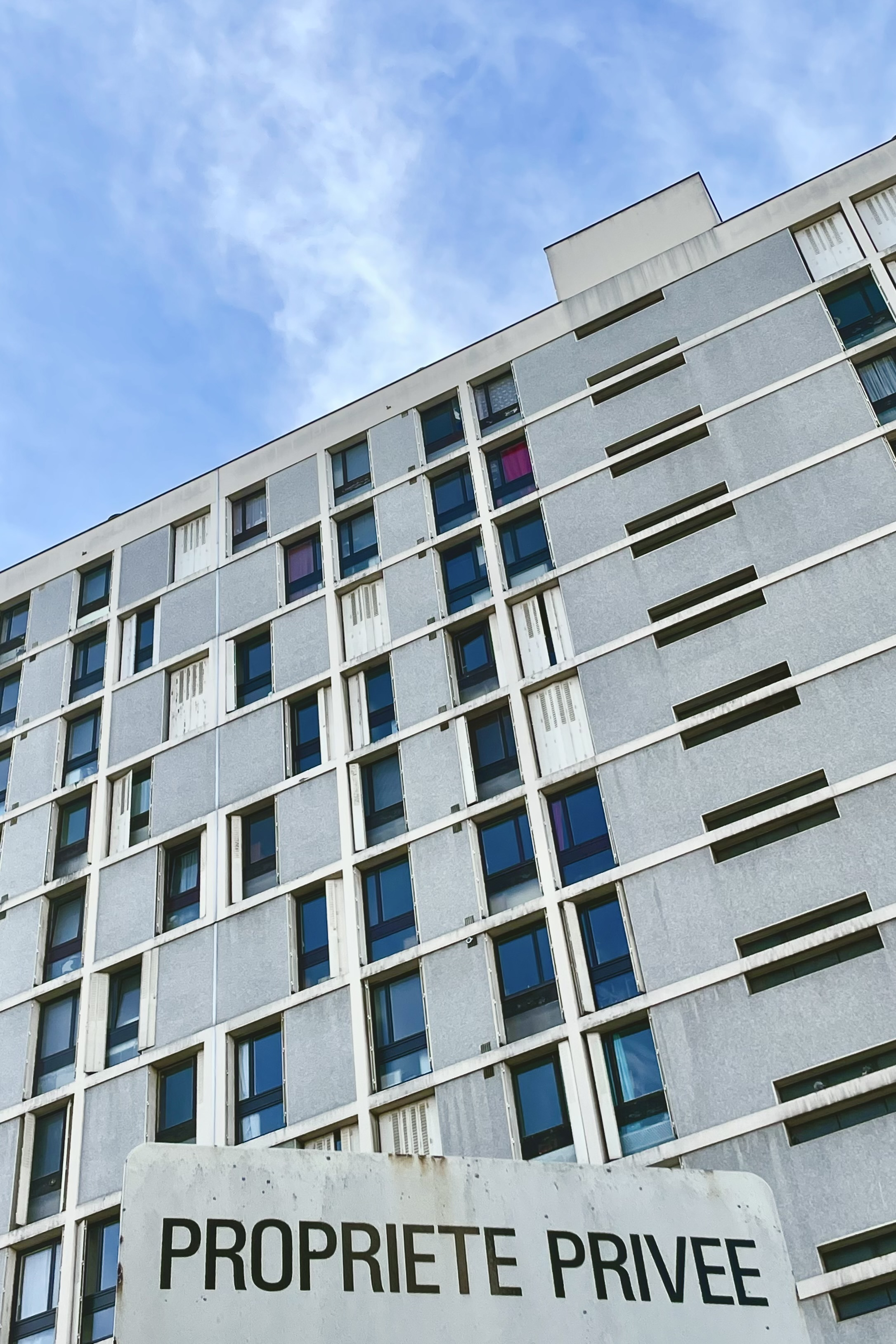
Barre du Pressoir
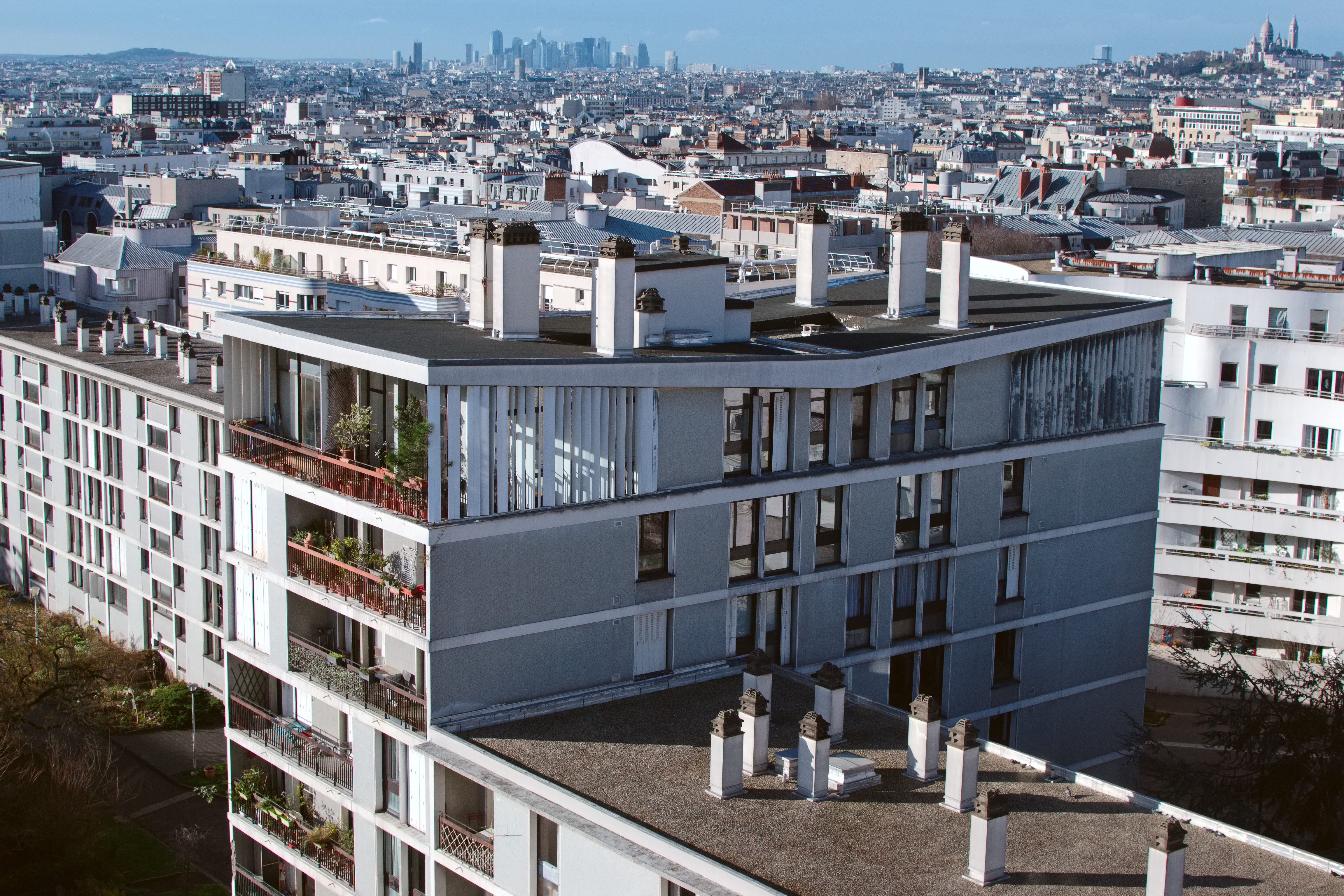
Toit en pente d'une barre du Pressoir

## Fresques murales
Les fresques murales sur le Pressoir :
- Un "homme en blanc" par Jérôme Mesnager
- La fresque Sakura par  mo2
- La fresque Le Nuage par Martin Malte
- Une fresque florale, devant la pharmacie rue Julien Lacroix, par Patrick Appere alias Patrick Paddy

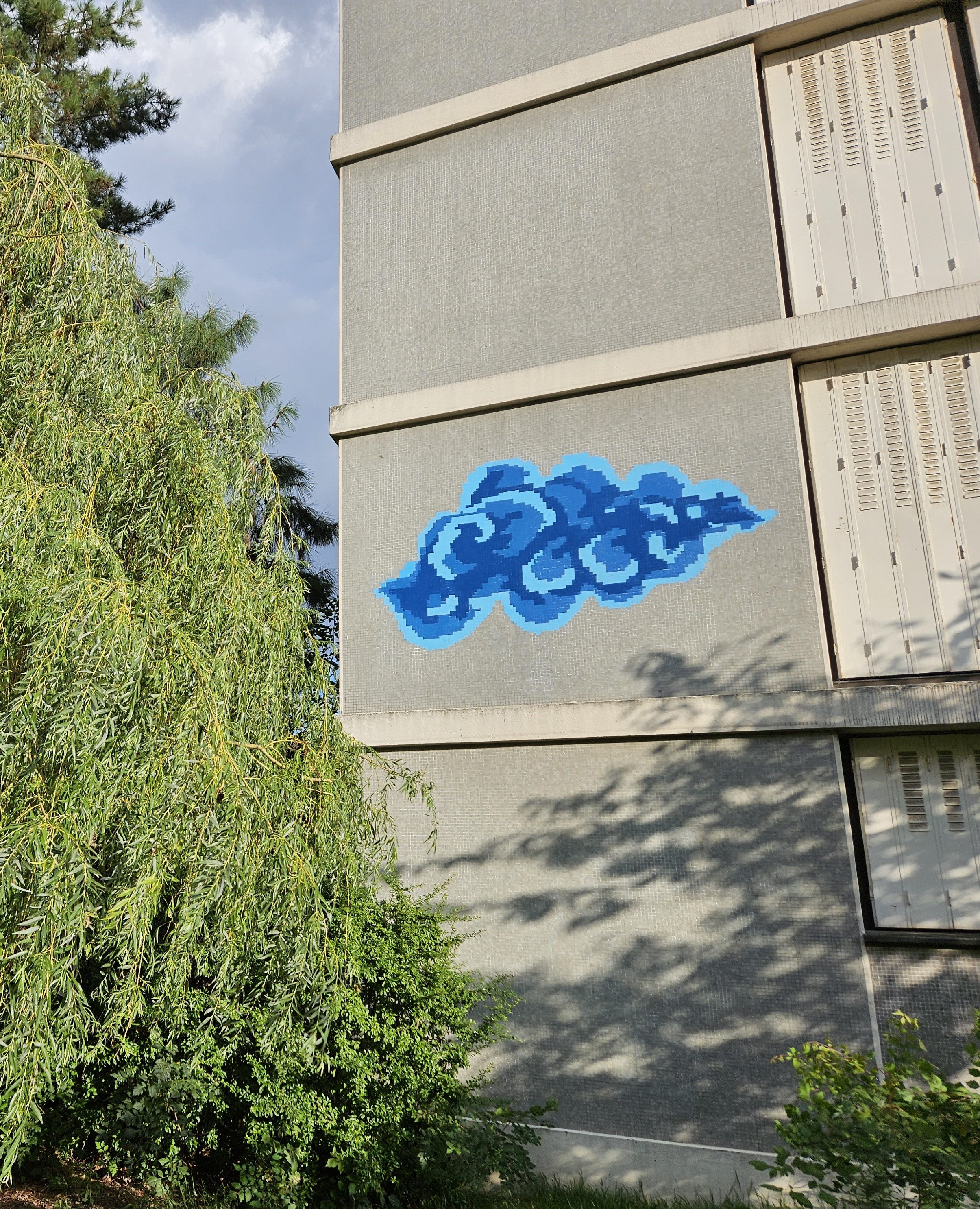
Le Nuage par Martin Malte
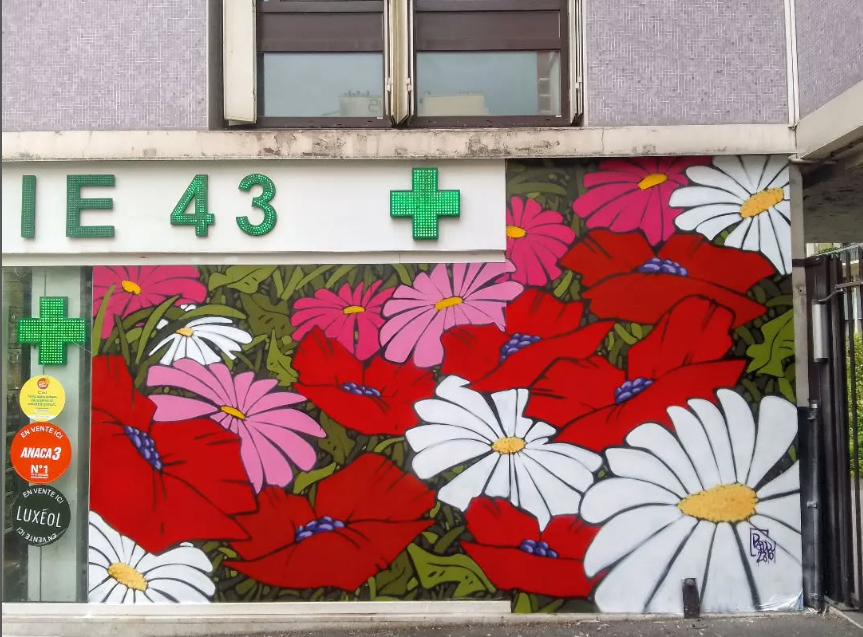
Fresque florale par Patrick Paddy

## Autour du lieu
Le Pressoir est mentionné par Georges Perec dans l’Infra-ordinaire, évoquant « des HLM récentes qui ont déjà quelque chose de vieux ». Dans le film Un homme qui dort de Georges Perec et Bernard Queysanne, Le Pressoir peut être aperçu dans le dernier plan sur lequel apparaissent l'écran titre et les crédits.
Les 14 et 15 septembre 2013, l'Association des Résidents a organisé une fête pour célébrer les 50 ans de la résidence du Pressoir. A cette occasion s'est tenue une exposition "les 50 ans du Pressoir", dans le local du conseil syndical de la résidence.
En 2020 et 2021, Xavier Ferran réalise des concerts de piano dans le parking pendant le troisième confinement liés au COVID. Cette expérience a fait l'objet d'un disque intitulé Parking.
Du 2 au 6 janvier 2023, France Inter a diffusé un reportage en cinq épisodes intitulé « Copro à rénover, la grande galère » dans l'émission Une semaine dans leurs vies, racontant la vie de la résidence et de ses habitants confrontés à l'inflation économique et à la précarité énergétique des bâtiments.
En mars 2023, Magali Delporte publie La Résidence, un livre de photographies accompagné des textes de Ivan Jablonka et Fabrice Arfi, documentant le confinement au sein du Pressoir et les solidarités nouvelles entre ses habitants.

## Tournages cinématographiques
De nombreux tournages ont été réalisés dans la résidence. Liste non exhaustive :
- 24 Mai Production :Téléfilm « Qu’est-ce qu’on va faire de Jacques ? » 11-18/03/2021
- Les Films du Bélier : Série « Le monde de demain » 19/03/2021
- Chapka TV : Série « Detox » 18-20/03/2021
- Storia TV : Série « Les Siffleurs » 17-19/11/2021
- Black Queen : Long-métrage « Becoming » 21-23/12/2021
- Storia TV : Série « Les Siffleurs » 12-15/01/2022
- CPB Films : Téléfilm « Tout le monde ment » 25/01/2022
- Quad Drama : Série « Le meilleur d’entre nous » 2-5/03/2022
- Exilène Films : Série « Le remplaçant » 19/4/2022
- Birth : Publicité « Engie » 7/7/2022
- Les Films du Dispensaire : Court-métrage « Il va bientôt pleuvoir » 19/8/2022
- Recifilms : Long-métrage « Nouveau départ » 13-16/9/2022
- Studio Canal : Séries Série « Narvalo » 12-14/10/2022
- Imagissime : Documentaire « Insouçonnable » 29/11/2022
- Les Films du Kiosque : Long-métrage « Dans la peau de Blanche Houellbecq » 6/12/2022